# Ralph B. Everett
Ralph B. Everett (Orangeburg, 1951. június 23. –) 2007-től 2013-ig az afroamerikaiak vezető think tankjának, a Joint Center for Political and Economic Studiesnak az elnök-vezérigazgatója.
A dél-karolinai Orangeburgból származó Everett Phi Beta Kappa diplomát szerzett a Morehouse Főiskolán, jogi diplomát a Duke University Law Schoolon, majd ügyvéd lett az észak-karolinai Raleigh Munkaügyi Minisztériumában.
1982-ben Everettet kinevezték az Egyesült Államok Szenátusa Kereskedelmi, Tudományos és Közlekedési Bizottságának demokrata személyzeti igazgatójává és kisebbségi főtanácsadójává, ő lett az első afroamerikai, aki egy szenátusi bizottság személyzetét vezette. 1986-ban a teljes bizottság személyzeti igazgatójának és főtanácsosának nevezték ki, ahol jelentős szerepet töltött be a kábeltelevíziózás, a műsorszórás és a közcélú távközlés jogszabályainak kidolgozásában.
1989-ben Everett lett az első afroamerikai partner a Paul, Hastings, Janofsky & Walker ügyvédi irodában. 1998-ban kinevezték az Egyesült Államok nagykövetévé a Nemzetközi Távközlési Egyesület meghatalmazott képviselői konferenciájára Minneapolisban. Abban az évben az Egyesült Államok küldöttségét vezette az ITU második telekommunikációs világkonferenciáján, Máltán.
Everett több testületben is tagként tevékenykedett, többek között a National Urban League és a Center for National Policy testületeiben. 2007 elejétől a Cumulus Media Inc. és a Shenandoah Életbiztosító Társaság igazgatótanácsában volt.

## Fordítás
- Ez a szócikk részben vagy egészben  a   Ralph B. Everett című angol Wikipédia-szócikk ezen változatának fordításán alapul.  Az eredeti cikk szerkesztőit annak laptörténete sorolja fel. Ez a jelzés csupán a megfogalmazás eredetét és a szerzői jogokat jelzi, nem szolgál a cikkben szereplő információk forrásmegjelöléseként.